# Ritratto dei cinque figli maggiori di Carlo I
Con questo dipinto, van Dyck vuole raffigurare i primi cinque figli del re d'Inghilterra Carlo I e della regina Enrichetta Maria. Al centro della scena, con una mano appoggiata sul muso di un grosso cane, il principe di Galles, Carlo, che diventerà re. Il fanciullo è l'unico tra i fratelli ad indossare abiti ufficiali di membro della Casa reale. Alla destra di Carlo figurano Giacomo, duca di York, che sarà a sua volta re e Maria, principessa reale che sarà sposa di Guglielmo II d'Orange. Alla sinistra di Carlo, le sorelle minori, la principessa Elisabetta, (che morirà poco dopo la decapitazione del padre) e la principessa Anna, neonata, che morirà in tenera età. Sotto le principesse è rannicchiato un cagnolino.